# Torre Tryvann
La Torre Tryvann  (en noruego: Tryvannstårnet)  es una torre de 118 metros (387 pies) de altura usada para la radiodifusión, cerca de Oslo, en Noruega que se encuentra a 529 metros (1.736 pies) sobre el nivel del mar, en la cima de la colina Tryvannshøyden que domina el lago Tryvann. Tryvannstarnet fue construida en 1962 y tiene una plataforma de observación a una altura de 60 metros (197 pies), en la cual, si las condiciones meteorológicas lo permiten, la vista se extiende hasta la frontera con Suecia y el monte Gaustatoppen. La plataforma de observación se cerró en 2005 debido a las nuevas normas de seguridad contra incendios que hicieron necesarias costosas modificaciones que coincidieron con la rápida disminución en el número de visitantes al lugar.